# دیوید گلن آیزلی
دیوید گلن آیزلی (انگلیسی: David Glen Eisley؛ زادهٔ ۵ سپتامبر ۱۹۵۲) موسیقیدان، بازیگر، ترانه‌سرا و خواننده اهل ایالات متحده آمریکا است.
او در فیلم اکش جکسون و داوران اسپانیایی بازی کرده‌است.